# 포그롬

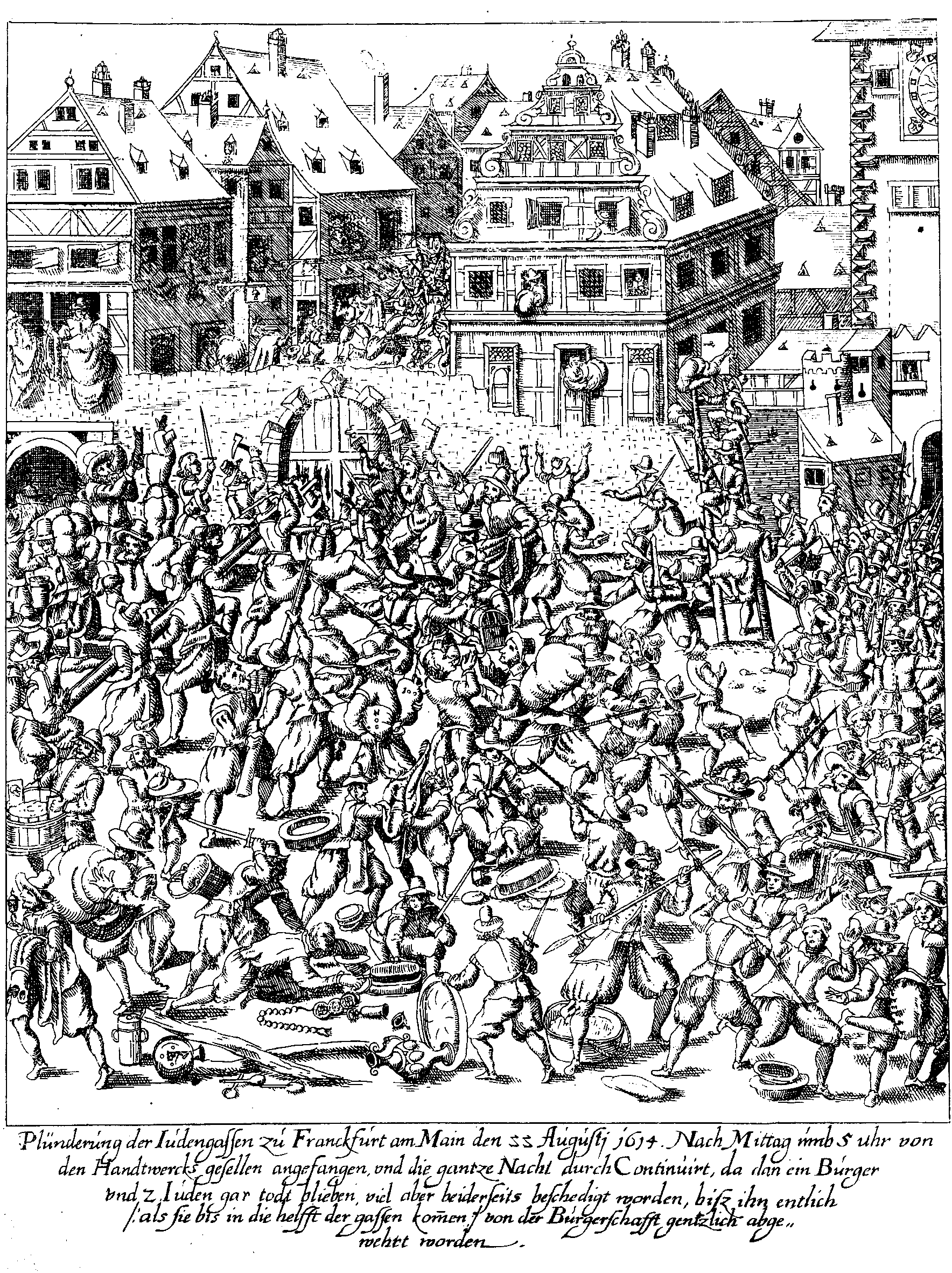
1614년 8월 22일 프랑크푸르트암마인 유대인 게토에서 발생한 포그롬.

포그롬(러시아어: погром, 영어: pogrom)이란 특정한 민족집단(특히 유대인)에 대하여 일어나는 학살과 약탈을 수반하는 군중 폭동을 가리키는 말이다. 대박해(大迫害)라고 부르기도 한다. 넓게는 러시아 민족을 제외한 소수 민족에 대한 박해를 의미하며, 20세기 초에는 혁명 운동을 탄압하는 수단으로 이용되었다. 러시아어 "포그롬"이라는 단어에서 유래하였으며, 이는 그 자체로 박해라는 뜻을 갖는다.
이 표현은 영어로 수입되어 19세기에서 20세기 사이에 러시아 제국에서 발생한 반유대주의 폭동, 특히 오늘날의 벨라루스 및 우크라이나 지역의 강제 거주 구역인 체르타 오세들로스티에서 발생한 폭동을 가리키는 고유명사가 되었고, 그 뒤에는 같은 시기에 유럽 곳곳에서 발생한 반유대주의 폭동까지 의미가 확장되었다.
1881년에서 1921년간 있었던 러시아와 동구에서 약 1,000여 건의 크고 작은 유대인 학살과 박해가 있었으며, 이를 피해 많은 유대인들이 서부 유럽과 미국으로 대거 이주하였다.

## 같이 보기
- 홀로코스트